# ديميتريوس بابادوبولوس
ديميتريوس بابادوبولوس (باليونانية: Δημήτριος Παπαδόπουλος)‏ هو عسكري يوناني، ولد في ديسمبر 1889 في نافبليو في اليونان، وتوفي في 5 ديسمبر 1983 في أثينا في اليونان.